# Nyctosia
Nyctosia is een geslacht van vlinders van de familie spinneruilen (Erebidae), uit de onderfamilie Arctiinae.

## Soorten
- N. cocinea Schaus, 1899
- N. poicilonotus Dyar, 1912
- N. tenebrosa Walker, 1866